# Морфологічна мозаїчність кристалів
Морфологічна мозаїчність кристалів (рос. морфологическая мозаичность  кристаллов, англ. morphological mosaic structure, нім. morphologische Mosaik n ) – явище розчленування поверхні граней кристалів мінералів на серію дрібних ділянок, які утворюють з нею і між собою незначні кути (віциналі, штрихуватість, шершавість та ін.).